# 855
سنة 855 م هي سنة بسيطة بدأت بيوم الثلاثاء حسب التقويم اليولياني.

## مواليد
- ابن المنذر النيسابوري عَالِم مسلم

## وفيات
- - الإمام أحمد بن حنبل ولد في 164 هـ/780 م و توفي في 241 هـ، هو أحد أئمة أهل السنة والجماعة.
- خليفة بن خياط
- العباس بن هشام الكلبي